# Dissanthelium
Dissanthelium Trin.  é um género botânico pertencente à família Poaceae, subfamília Pooideae, tribo Aveneae.
Suas espécies ocorrem na América do Norte e América do Sul.

## Sinônimo
- Graminastrum E.H.L.Krause

## Espécies
- Dissanthelium aequale Swallen & Tovar
- Dissanthelium amplivaginatum Tovar
- Dissanthelium atropidiforme (Hack.) Soreng
- Dissanthelium breve Swallen & Tovar
- Dissanthelium brevifolium Swallen & Tovar
- Dissanthelium californicum (Nutt.) Benth.
- Dissanthelium calycinum (J. Presl) Hitchc.
- Dissanthelium densum Swallen & Tovar
- Dissanthelium expansum Swallen & Tovar
- Dissanthelium laxifolium Swallen & Tovar
- Dissanthelium longifolium Tovar
- Dissanthelium longiligulatum Swallen & Tovar
- Dissanthelium macusaniense (E.H.L. Krause) R.C. Foster & L.B. Sm.
- Dissanthelium mathewsii (Ball) R.C. Foster & L.B. Sm.
- Dissanthelium minimum Pilg.
- Dissanthelium patagonicum Parodi
- Dissanthelium peruvianum (Nees & Meyen) Pilg.
- Dissanthelium pygmaeum Swallen & Tovar
- Dissanthelium rauhii Swallen & Tovar
- Dissanthelium sclerochloides Steud. ex E. Fourn.
- Dissanthelium semitectum Swallen & Tovar
- Dissanthelium supinum Trin.
- Dissanthelium trollii Pilg.